# Сохотой
Сохотой — село в Петровск-Забайкальском районе Забайкальского края России. Входит в состав сельского поселения «Малетинское».

## География
Село находится в юго-западной части района, на левом берегу реки Хилок, на расстоянии примерно 57 км (по прямой) к юго-западу от города Петровск-Забайкальский, административного центра района. Абсолютная высота — 667 м над уровнем моря.
Климат
Климат характеризуется как резко континентальный, с продолжительной морозной зимой и коротким тёплым летом. Среднегодовая температура воздуха составляет −8,2 °С. Средняя многолетняя температура самого холодного месяца (января) составляет −27 — −26 °С (абсолютный минимум — −55 °С), температура самого тёплого (июля) — 16 — 17 °С (абсолютный максимум — 38 °С). Безморозный период длится в течение 60 — 80 дней. Среднегодовое количество осадков — 400 мм.
Часовой пояс
Село Сохотой находится в часовой зоне МСК+6. Смещение применяемого времени относительно UTC составляет +9:00.

## Население
| 1989 | 2002 | 2010 | 2021 |
| ---- | ---- | ---- | ---- |
| 115  | ↗116 | ↘97  | ↘88  |

Половой состав
По данным Всероссийской переписи населения 2010 года, в гендерной структуре населения мужчины составляли 54,6 %, женщины — соответственно 45,4 %.
Национальный состав
Согласно результатам переписи 2002 года, в национальной структуре населения русские составляли 97 % из 116 чел.

## Улицы
| - ул. Лесная, - ул. Набережная, | - ул. Тракторная, - ул. Центральная. |

## Инфраструктура
В селе функционирует сельский клуб.